# Robert Jarni
Robert Jarni (Čakovec, 26 de outubro de 1968) é um ex-futebolista e treinador de futebol croata que atuava como lateral-esquerdo, embora fosse ambidestro.
Aliando determinação e boa técnica, foi uma das estrelas da Iugoslávia vencedora da Copa do Mundo FIFA Sub-20 de 1987, presente em todos os minutos da campanha; e da Croácia medalha de bronze na Copa do Mundo FIFA de 1998, com a qual igualmente foi titular em todos os jogos no Mundial. Jarni era visto como o esteio do setor defensivo de ambas.
Jarni esteve também na Copa do Mundo FIFA de 1990, ainda pela Iugoslávia, e na de 2002. A nível clubístico, teve seus melhores momentos no Real Betis, vindo a ser inclusive demitido de cargo de técnico que ocupava na seleção sub-18 da Croácia, em 2024, por manifestar preferência pela classificação desse clube em duelo contra o Dinamo Zagreb. Também defendeu a dupla de Turim (Torino e Juventus) e venceu um Mundial Interclubes com o Real Madrid (em 1998).

## Carreira

### Iugoslávia
Formado no Hajduk Split, Jarni defendeu por cinco anos, desde 1986, o time principal desse clube, vencendo a Copa da Iugoslávia de 1986–1987. Também em 1987, foi aproveitado pela Seleção Iugoslava sub-20 no Mundial da categoria realizado naquele ano.
A seleção foi campeã com uma campanha que encantou em especial, com uma geração promissora de talentos que ganharia espaço na década de 1990 por diferentes países em função da dissolução da Iugoslávia. A nata era de croatas, a exemplo de Davor Šuker, Robert Prosinečki, Zvonimir Boban e Igor Štimac. Os campeões, inclusive, se permitiram permanecer por mais dois dias no Chile para comemorar com a comunidade iugoslava local e celebrar o aniversário do próprio Jarni.
Jarni, Šuker, Prosinečk e Boban logo foram alçados à seleção principal, com os três primeiros indo à Copa do Mundo FIFA de 1990, da qual Boban só ausentou-se por protagonizar no primeiro semestre daquele ano batalha campal condimentada pelo anseio separatista da Croácia. Jarni também participou ativamente na classificação da Iugoslávia à Eurocopa 1992, inclusive marcando de peixinho o segundo gol da vitória dos Plavi em Copenhague sobre a Dinamarca, resultado que praticamente eliminou os nórdicos e fez o astro adversário Michael Laudrup renunciar por anos à sua seleção enquanto ela fosse treinada por Richard Møller Nielsen.
Ainda no Hajduk Split, Jarni venceu nova Copa da Iugoslávia na temporada 1990–1991. Contudo, ele e demais croatas foram ainda em 1991 proibidos pela federação local de seguir defendendo a Seleção Iugoslava. Por ironia, o agravamento da Guerra Civil Iugoslava acabaria por fazer a UEFA banir o país da Euro, substituindo-o por uma Dinamarca que, com Brian Laudrup desacompanhado de Michael, acabaria campeã. Ainda em 1991, enquanto começava a eclodir a Guerra de Independência da Croácia, o lateral começou a jogar pela nascente Seleção Croata e, em novembro, deixando a zona de conflito, foi contratado pela equipe italiana do .Bari.
No clube da Apúlia, logo agradou a torcida dos galletti, mesmo sem que pudesse evitar o rebaixamento na temporada 1991–1992. Em paralelo, o agravamento das guerras civis acabaria por fazer a UEFA banir a Iugoslávia (que ainda reunia jogadores eslovenos, macedônios e ao menos um bosníacos a sérvios e montenegrinos) da Euro, substituindo-a por uma Dinamarca que, com Brian Laudrup desacompanhado do irmão Michael e ainda treinada por Møller Nielsen, acabaria campeã. Jarni seguiu no Bari para a temporada 1992–1993, integrando elenco chamativo ao lado do também croata Zvonimir Boban e do inglês David Platt, treinados pelo astro Zbigniew Boniek. Na época, a Serie B possuía prestígio especial em contexto no qual o futebol italiano era visto como o mais atraente do mundo e em que, anteriormente à Lei Bosman, mesmo as equipes da Serie A só podiam utilizar simultaneamente três jogadores não-italianos.

### Torino e Juventus
Nessas circunstâncias, Jarni foi visto como um dos astros estrangeiros de tempos "luxuosos" da divisão italiana de acesso. Permaneceu figura querida na torcida mesmo sem conseguir a promoção, com seu desempenho levando-o ao Torino. Os grenás fizeram uma campanha segura na Serie A e puderam ser semifinalistas da Copa da Itália de 1993–1994, única temporada com Jarni: já acostumado a negociar seus jogadores com a rival Juventus após décadas decadente, o Toro vivia então um escândalo de fraudes que o faria ser vendido por quatro vezes até 2000.
Jarni acabaria por também ficar por uma única temporada na Juve, a de 1994–1995. Nela, integrou o elenco que encerrou nove anos sem títulos da Vecchia Signora no campeonato italiano, além de vencer também a Copa da Itália e ser vice na Copa da UEFA.
Contudo, a limitação a três não-italianos ainda vigorava e, embora Jarni pudesse realizar trinta partidas, era visto como atleta rotativo pelo treinador Marcello Lippi. Com a aquisição do francês Didier Deschamps e do português Paulo Sousa a um elenco que já tinha o alemão Jürgen Kohler, Jarni preferiu ser negociado para garantir ritmo de jogo na temporada 1995–1996. Negociado com o Real Betis, veio a ter na equipe sevilhana seus melhores momentos, integrando em paralelo a base que, inicialmente, classificou os croatas à sua primeira Eurocopa como seleção independente, para a edição de 1996.

### Croácia
Na Copa do Mundo FIFA de 1998, além Jarni marcar um dos gols da classificação sobre a Alemanha, os croatas tinham nos cruzamentos dele uma das principais armas. Embora perdesse a bola para Lilian Thuram no lance que originou o gol do empate deste para a França nas semifinais, o bom mundial de Jarni rendeu negociações simultâneas tanto com a Premier League como com o Real Madrid: o Betis, não interessado em vende-lo a um concorrente, negociou Jarni com o Coventry City, por 2,6 milhões de libras. Mas a equipe inglesa logo lucrou revendendo-o (por 3,4 milhões de libras) aos madrilenhos - medida que polemizou, causando impressão de conluio para que estes pudessem tapear a pretensão bética.
Jarni não conseguiu firmar-se na titularidade madridista, embora integrasse o elenco vencedor sobre o Vasco da Gama no Mundial Interclubes de 1998. Permanceu na Espanha como jogador do Las Palmas, sendo rebaixado na temporada 1999–2000, mas conseguindo imediatamente o acesso de volta a La Liga na de 2000–2001.
Sua última temporada como jogador foi a de 2001–2002, na equipe grega do Panathinaikos. Ao final dela, Jarni esteve na Copa do Mundo FIFA de 2002. A classificação ao Mundial veio com o mesmo treinador da Iugoslávia campeã mundial sub-20 de 1987, Mirko Jozić, e de modo invicto, mas também com um elenco envelhecido: Mario Stanić já tinha 30 anos, ao passo que Jarni e Prosinečki possuíam 33, enquanto outros remanescentes da Copa do Mundo FIFA de 1990 tinham 34 (Šuker) e 32 (Alen Bokšić. A seleção quadriculada não repetiu o sucesso de quatro anos antes e terminou eliminada na fase de grupos. Apesar da queda precoce da Croácia, Jarni, titular nos três jogos, esteve considerado pela revista Placar entre os dez melhores laterais-esquerdos do Mundial na altura das quartas-de-final.
Jarni ainda faria nos anos seguintes partidas pela seleção de futsal da Croácia, sendo o único a defende-la nos gramados e nas quadras.

## Títulos

### Hajduk Spit
- Copa da Iugoslávia: 1986–1987 e 1990–1991 [3]

### Seleção Iugoslava
- [[Copa do Mundo FIFA Sub-20]: 1987

### Juventus
- Campeonato Italiano: 1994–1995 [3]
- Copa da Itália: 1994–1995 [3]

### Real Madrid
- Mundial Interclubes: 1998 [3]

### Las Palmas
- Segunda Divisão Espanhola: 2000–2001 [3]